# Praomys mutoni
Praomys mutoni — вид гризунів родини Мишові (Muridae). Зустрічається тільки в Демократичній Республіці Конго. Його природне середовище існування — субтропічні або тропічні болота та річки.

## Морфологічна характеристика
Це дрібний гризун з довжиною голови й тулуба від 97 до 139 мм, довжиною хвоста від 113 до 171 мм, довжиною лап від 20 до 24 мм, довжиною вуха від 16 до 2 мм і вагою до 57 грамів. Шерсть м'яка. Верх темно-коричнево-сірий. Черевні частини білуваті, основа волосків сіра. Хвіст довший за голову й тулуба, рівномірно темний і всіяний невеликою кількістю волосків.

## Поведінка
Це нічний і частково деревний вид.